# Michale Kyser
Michale Kyser (Victoria, 26 novembre 1991) è un cestista statunitense.

## Palmarès

### Squadra
- Campionato lettone: 1

VEF Riga: 2020-2021
- Campionato israeliano: 1

Hapoel Holon: 2021-2022

### Individuale
- Basketball Champions League Second Best Team: 1

VEF Rīga: 2020-2021